# Rokietnica (Powiat Poznański)

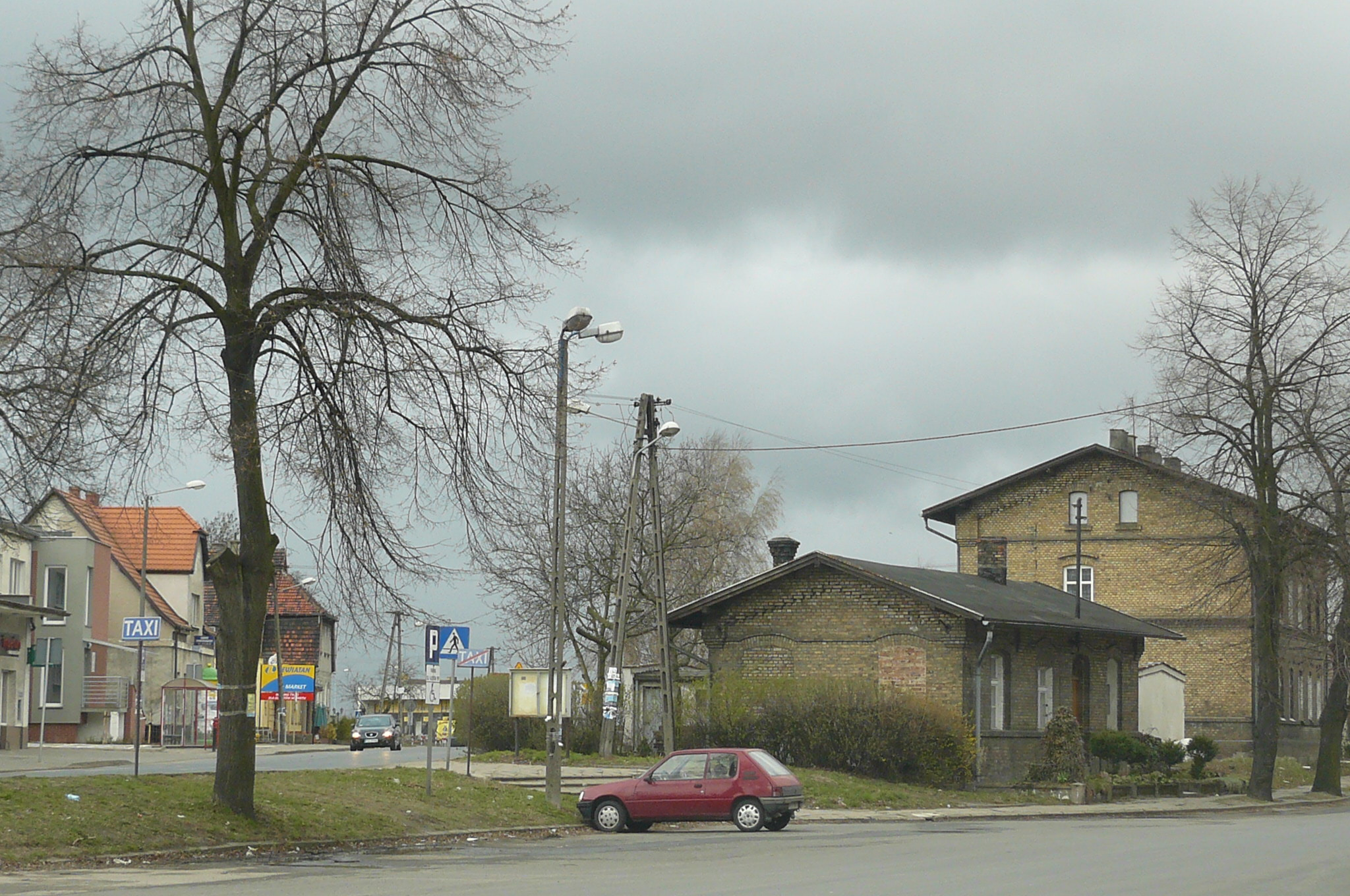
Dorfzentrum

Rokietnica (deutsch Rokietnice, 1939–1943 Rokstedt, 1943–1945 Rokstätt (Kr. Posen)) ist ein Dorf und Sitz der gleichnamigen Landgemeinde im Powiat Poznański der Woiwodschaft Großpolen in Polen. 

## Geschichte
Seit 1249 gehörte der Ort dem Kloster Obra, später dem Kloster Owińska. Im 19. Jahrhundert verdankte Rokietnica seine Entwicklung dem Bau der Bahnstrecke Posen–Stettin. Sehenswert in Rokietnica ist die im Jahre 1890 erbaute damals evangelische jetzt katholische Christus König-Kirche.

## Gemeinde
Zur Landgemeinde gehören 16 Dörfer mit zehn Schulzenämtern.

## Söhne und Töchter
- Antonie Wlosok (1930–2013), deutsche Klassische Philologin
- Axel Hecht (1944–2013), deutscher Kunstjournalist, Chefredakteur der art
- Szymon Stułkowski (* 1961), polnischer Geistlicher, Bischof von Płock